# 5,6,7-三甲氧基黄酮
5,6,7-三甲氧基黄酮（也称为黄芩素三甲醚，Baicalein Trimethyl Ether）是一种黄芩素衍生的O-甲基化黄酮，分子式C18H16O5，存在于日本紫珠（Callicarpa japonica）、小酸浆（Physalis minima）等植物中。